# 聶元梓
聶 元梓（じょう げんし、1921年4月5日 - 2019年8月28日）は、中華人民共和国の女性政治家・学者。文化大革命期に北京における造反（文革）派のリーダーの一人として有名であった。

## 生い立ち
河南省滑県出身。兄の聶真（zh:聶真）は中国共産党滑県組織を立ち上げた一人で、彼女もその影響を受ける。1937年に太原市の国民師範学校を卒業し、抗日救国組織「犠牲救国同盟会」の軍事訓練を受ける。1938年に晋城の華北軍政幹部学校で学ぶとともに共産党に入党。1939年に延安に入り、学習と工作に従事する。1946年、ハルビン区党委員会宣伝部長・ハルビン市委員会理論所所長に就任。
北京大学哲学科卒業後、同大学講師となる。この間、1944年に呉宏毅と結婚し、3人の子女をもうけるも1959年に離婚。1966年1月に呉漑之と再婚するが一年とたたずに再度離婚した。

## 文化大革命期
1966年5月16日、共産党政治局拡大会議で「ブルジョア反動思想の批判と指導権の奪取」を呼びかける「五・一六通知（zh:五一六通知）」が発表され、文化大革命が公然化する。直後の5月25日に、北京大学に来ていた曹軼欧（zh:曹軼歐、康生の妻）の指導の下、聶元梓は自らが筆頭となって他の6人の哲学科教員とともに党北京大学委員会の指導部を批判する内容の壁新聞（大字報）を学内に掲示した。毛沢東がこの壁新聞を評価し、その結果北京大学党の指導者、陸平は解任された。
北京大学には混乱を沈静化するために党の「工作組」が派遣されるが、毛沢東がこれを批判したことで情勢は聶元梓ら造反（文革）派に傾く。7月25日に陳伯達と江青が北京大学を訪れて造反派への全面的な支持を表明、聶元梓は北京大学文化革命委員会主任に選ばれる。8月18日には天安門広場の紅衛兵集会で天安門上の毛沢東の接見を受けた。11月には江青の命で上海に赴き、華東師範大学の造反組織と北京大学の組織とを連合させて、上海市党委員会に対する造反活動を展開した。
1967年には彭真・薄一波・朱徳・鄧小平らに対する批判活動を相次いで展開。4月に北京市革命委員会が発足すると副主任（北京市副市長）に就任する。また、「首都大学専門学校紅衛兵代表大会」の中央委員長となる。
1968年3月、北京大学では聶元梓に反対する紅衛兵セクトと支持するセクトとの間で1カ月にわたる武力闘争が発生。8月には党と人民解放軍の毛沢東思想宣伝隊が北京大学に進駐して紅衛兵組織の武装解除を行い、聶元梓は北京大学における造反派の指導的地位を失って一セクトのトップに過ぎなくなってしまった。
1969年4月、共産党第9回全国大会で中央委員候補になるが、下放されて江西省の北京大学分校の農場で労働に従事。1971年には隔離審査を受けて行動の自由が制限される。1973年以降は北京の工場で労働した。

## 逮捕後
文革終結後の1978年4月に57歳で逮捕される。1983年3月、反革命宣伝煽動罪と誣告罪により、懲役17年、政治権利剥奪4年を宣告された。
1984年、病気のために一時出所が許可され、1986年に仮釈放となる。このとき、生活費も医療費も住宅もまったくなかった。釈放後は北京市海淀区の親類の家の古い一房で暮らしている。1999年からは街道弁事処から毎月600元の生活費を支給されていた。生活は質素で心臓や腰椎などに多くの病気を患っていたが、健康を取り戻すための運動は続けていた。2005年に香港の出版社から『聶元梓回想録』を出版した。
2006年にはニューヨーク・タイムスに近況が掲載された。この中では言論の自由を抑圧する政府に対して批判的な意見を述べている。また、ボランティアを受けながら暮らしているとも紹介されている。
2019年8月28日、98歳で死去したことが報じられた。